# Claudia Blum
Claudia Blum Capurro (Cali, 9 agosto 1948) è una politica e psicologa colombiana, ministra degli Esteri della presidenza Duque dal 12 novembre 2019 al 9 maggio 2021.
Prima donna ad essere stata eletta presidente del Senato colombiano nel 2005, ha inoltre svolto l'incarico di rappresentante permanente della Colombia all'ONU dal 2006 al 2010.

## Biografia
Nata a Cali il 9 agosto 1948 da Harold Blum Mejía e Liliam Capurro Borrero, ha frequentato la scuola bilingue Colegio Colombo Británico sino a quando insieme alla famiglia si è trasferita a Boston, dove ha terminato gli studi superiori. È quindi tornata in Colombia per studiare Psicologia all'Università del Valle ed ha più tardi conseguito un master in Scienze Politiche alla Pontificia Università Javieriana. Ha altresì compiuto studi avanzati di negoziazione e risoluzione dei conflitti presso la Harvard Law School.
Pur essendo cresciuta in una famiglia di orientamento conservatore, ha presto sposato idee di sinistra, ispirata dal politico liberale Luis Carlos Galán. Nel 1982 suo padre è stato ucciso dalle FARC-EP, il che ha spinto gran parte della sua famiglia, ma non lei, a lasciare il Paese.
È sposata con Francisco José Barberi Ospina, CEO di Tecnoquímicas (la più grande azienda farmaceutica della Colombia), con il quale ha due figli: Mauricio e Andrea.

### Carriera politica
Ha iniziato la sua carriera politica come consigliere comunale a Cali tra 1984 al 1986 e, poi, dal 1990 al 1991. È stata quindi eletta per la prima volta senatrice per il partito Nuova Forza Democratica dopo la ratifica della Costituzione del 1991. La sua carriera parlamentare ha raggiunto l'apice nel 2005, quando è diventata la prima donna presidente del Senato, nelle file della formazione politica di centro-destra Cambiamento Radicale.
Nel 2006 ha però lasciato il Senato su richiesta del presidente Álvaro Uribe per dirigere la delegazione della Colombia alle Nazioni Unite a New York. Nel novembre 2019 ha assunto l'incarico di ministra degli Esteri dell'esecutivo guidato dal presidente Iván Duque Márquez.